# 綾鼓
『綾鼓』（あやのつづみ）は、能楽作品のひとつである。作者は不明だが、少なくとも世阿弥かそれより以前に創作された執心男物の作品である。室町時代に上演記録は無く、江戸時代の後期以降に宝生流が上演し、明治時代になると金剛流も正式に所演曲とした。

## あらすじ
筑前国の木の丸の皇居に仕えている臣下の者がいる。そこには桂の池と言う大きな池があり、管弦楽が催されている。そこで臣下の者が言うには、庭掃きをしている老人が女御の姿を見て心乱すほどの恋に落ちてしまったという。それを知った女御は不憫に思い、桂の木に鼓を掛けて老人に打たせ、音が皇居に届けば姿を見せようと言われたので、そのことを臣下は老人に伝えた。老人は、この鼓の音を鳴らせばそれが恋心の慰めになると思い打つが、音は鳴らない。老人はこの年で心を乱すような恋をしたはかなさを思いつつも、思っている方が忘れようとするよりも良いと思うのであった。人間はいつどうなるかなどわからないものであり誰も教えてくれはしないけれど、もしわかれば恋に迷う事などなかったであろうと思いつつも、鼓の音が出れば心の闇も晴れると思い昨日も今日も打ち続けるが音は出ない。鳴る神でさえ思う仲を裂けぬと聞くのに、それほどまでに縁がなかったのだろうかと我が身を恨み人を恨み、もう何のために生きているのかわからないと思い、憂うる身を池に投げて死んでしまった。
それを聞いた臣下は、女御に老人が身を投げた事を告げ、このような者の執心は恐ろしいゆえ池に出てご覧下さいと言う。女御が池に出てみると池の波の打つ音が鼓の音に聞こえてきた。臣下は女御が普通ではないと思ったが、女御は、そもそも綾の鼓は音が出るはずが無く、その鳴らないものを打てと言ったときから普通ではないのです言い、なおも鼓の音が聞こえてくるのである。そして怨霊となった老人が現れ、愚かなる怨みと嘆きであるが、この強い怒りは晴れるものではないと言い、ついに魔境の鬼となってしまったのだという。そして鳴らない鼓の音を出せとは、恋の思いを尽くさせて果てよという事だったのかと女御を責めた。この鼓が鳴るはずがない、打ってみなさいと笞をふりあげて女御に迫り、女御は悲しいと叫ぶのであった。冥途の鬼の責めもこのようなものかと、それでもこれほどの恐ろしさでは無いと思える程の恐ろしさであり、因果とはいえどのようになってしまうのでしょうと言った。怨霊は、このように因果ははっきりと現れるものだと言った。そして女御に祟り笞で打ち据えるうちに池の水は凍り、大紅蓮地獄のようになり、身の毛もよだつ悪蛇となって現れているという。そうして恨めしい、なんと恨めしい女御だと言いながら、恋の淵のように深い池に入って行った。

## 登場人物
- 前シテ  老人
- 後シテ  老人の怨霊
- ツレ  女御
- ワキ  臣下
- アイ  従者

## 作者・典拠
世阿弥の『三道』に「恋重荷、昔、綾の太鼓なり」とあることから、この「綾の太鼓」が『綾鼓』そのものとする説がある。一方で「綾の太鼓」という古曲を改訂して『綾鼓』になったという説もある。いずれにしても作者は不明である。なお、世阿弥が改作をしている。また、『恋重荷』は世阿弥作とされているので、少なくともそれ以前に作られた曲であるのは間違いないと言われている。

## 類曲
類曲には『綾鼓』を元に創作されたと言われている世阿弥作の『恋重荷』がある。老人の恋を扱った能はこの二作品だけであり、『綾鼓』では最後まで老人の怨霊は恨み続けるが、『恋重荷』では涙を浮かべて許しを請う女御に対し怨みをおさめて守り神となる。『綾鼓』は宝生流と金剛流が、『恋重荷』は観世流と金春流が演じている。また、喜多流にも『綾鼓』という作品があるが、こちらは喜多流十五世宗家喜多実と土岐善麿作による新作能である。

## 派生作品

### 戯曲
- 野上弥生子『綾の鼓』: 舞台は古代メソポタミア、鼓を打つのは老人でなく若い羊飼い (初出:『改造』第4巻第1号 1922年1月1日)[2]

- 三島由紀夫『綾の鼓』: 『近代能楽集』の一つ。舞台を現代に移す (初出:『中央公論 文芸特集』1951年1月、初演:1952年)[3]

- 有吉佐和子『綾の鼓』: 日本舞踊の舞踊劇。室町時代、鼓の打ち手は若者 (初演:第3回西川会公演　1957年4月28日　御園座)[4]

- 山崎正和『世阿彌』: 室町時代、世阿彌46歳から70歳の物語の第1幕で、世阿彌が綾の鼓を打つ (初演:1963年9月俳優座、初出:『文藝』1963年10月号)[5]

### 小説
- 中里恒子『綾の鼓:いすぱにやの土』: 第二次大戦をはさんで東京とスペインで展開する恋愛小説 (文藝春秋、1985) NDL

### 音楽
- 湯浅譲二作曲 『現代能・綾の鼓』: 三島由紀夫の「綾の鼓」 (初演:実験工房 円形劇場形式による創作劇の夕 1955年12月5日 産経国際会議場)[6]
- 入野義朗作曲 オペラ『綾の鼓』: 世阿弥の「綾の鼓」を底本とした、テレビのためのオペラ。台本は水尾比呂志[7]。 (放送初演:1962年8月9日 NHK総合テレビ、舞台初演:1975年3月26日郵便貯金ホール)[8][9]
- 小杉太一郎作曲『綾の太鼓』: 太鼓踊りの技法により、庭男を恋に生きた男として、その恋の讃美をうたう (初演: 1963年11月25日 サンケイホール 江口隆哉舞踊公演、台本:吉永淳一)[10][11]